# Placidochromis obscurus
Placidochromis obscurus är en fiskart som beskrevs av Mark Hanssens 2004. Placidochromis obscurus ingår i släktet Placidochromis och familjen Cichlidae. Inga underarter finns listade i Catalogue of Life.